# Bát-nhã

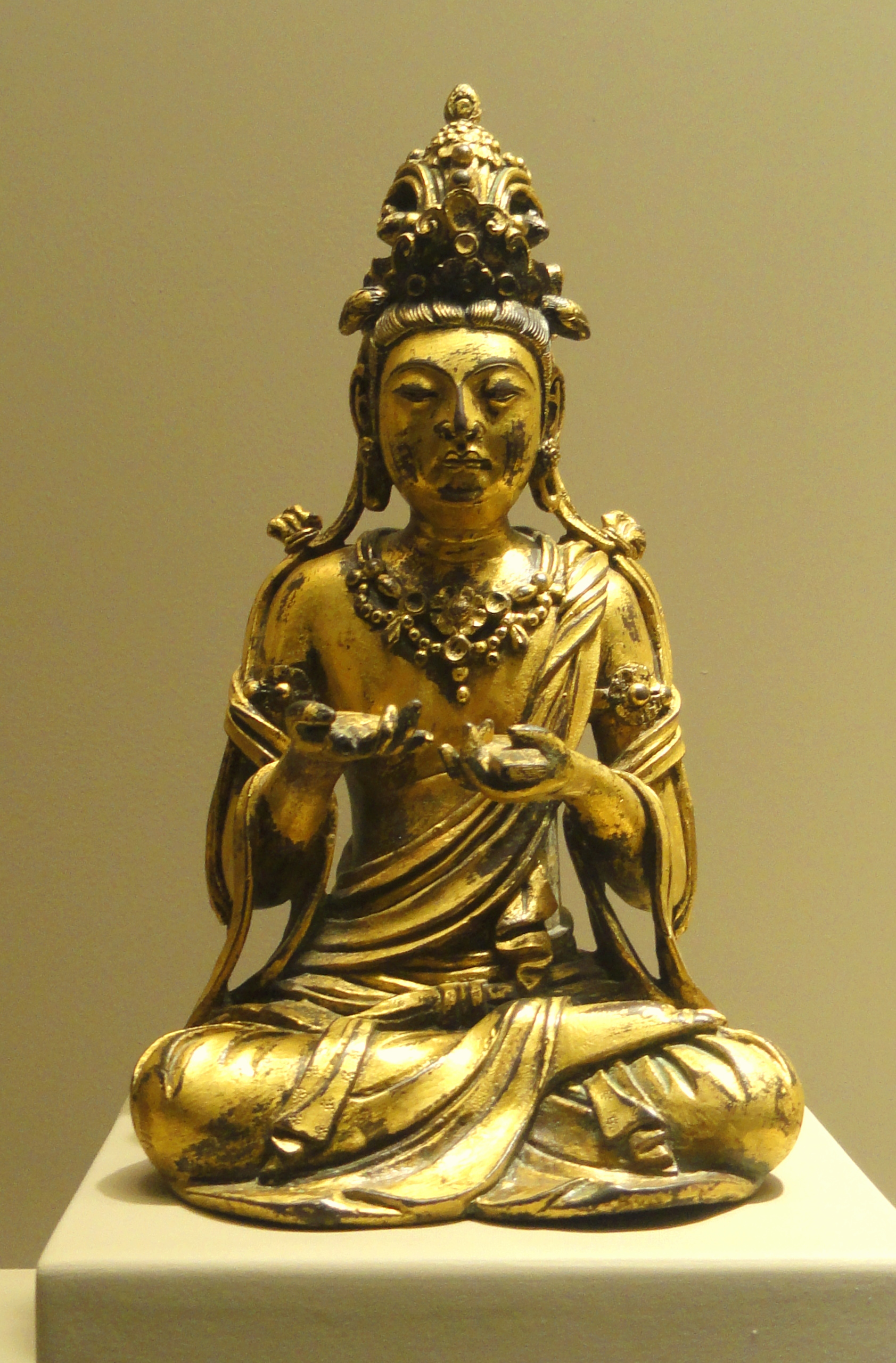
Bồ Tát Văn Thù

Bát-nhã (tiếng Phạn: Prajñā, tiếng Pali: paññā, chữ Hán: 般若) là thuật ngữ Phật giáo, hàm nghĩa Trí tuệ, Tuệ, Nhận thức.
Bát-nhã là một khái niệm trung tâm của Phật giáo Đại thừa, có nghĩa là trí tuệ (huệ) nhưng không phải do suy luận hay kiến thức đem lại, mà là thứ trí huệ của sự hiểu biết một cách toàn triệt (bất cứ thứ gì cũng nằm trong nó, ví dụ: "các định luật của Newton chỉ đúng trong điều kiện vận tốc rất nhỏ so với vận tốc ánh sáng", hay "những khái niệm này chỉ hoạt động được trong môi trường nước"), không mâu thuẫn (ví dụ: "ai cũng thắng"). Điều khó của trí tuệ này là không đến từ kết quả của lý luận logic, tuy nhiên có thể hiểu được khi đi đến tận cùng của lý luận (các khái niệm, phủ định của khái niệm). Đạt được trí Bát-nhã được xem là đồng nghĩa với giác ngộ và là một trong những yếu tố quan trọng của Phật quả. Bát-nhã là một trong những hạnh Ba-la-mật-đa (siêu việt) mà một Bồ Tát phải đạt đến (Thập địa).
Bát-nhã là một cách thức, phương pháp để đạt được tới "trí tuệ toàn diện" (Nhất thiết chủng trí) của bậc Phật, Phương thức này tập trung vào việc chỉ rõ các hiểu biết hiện tại của não bộ và yêu cầu loại bỏ chúng (rốt ráo ly), nhờ việc loại bỏ này mà các "thông tin" mới liên tục được cập nhật, khiến nhận thức liên tục trở nên toàn vẹn hơn (xóa bỏ các sự che lấp do tính phân biệt của nhận thức tạo thành). Do vậy Bát-nhã cũng được biết đến như sự "hiểu biết vô tận".
Bát-nhã cũng được biết đến với cụm từ "Vô sở đắc": "không có chỗ được tức là được, bởi được này là không có chỗ được" - trích Kinh Đại Bát Nhã Ba la mật đa.